# Јамусукро
Јамусукро (фр. Yamoussoukro) је званични главни град афричке државе Обала Слоноваче. У граду живи 200.659 становника (према попису из 2005. године) и налази се на више од 200 km северно од највећег града Абиџана. У граду се налази и међународни аеродром. Град је познат по Базилици Мајке Божје Краљице мира, највећем и највишем католичком храму у свету, освештан од папе Јована Павла II 1990. године. У Јамусукру је рођен Феликс Уфуе-Боањи (1905—1993), први председник Обале Слоноваче (1960—1993).

## Географија

### Клима
| Клима (Јамусукро)       | Клима (Јамусукро) | Клима (Јамусукро) | Клима (Јамусукро) | Клима (Јамусукро) | Клима (Јамусукро) | Клима (Јамусукро) | Клима (Јамусукро) | Клима (Јамусукро) | Клима (Јамусукро) | Клима (Јамусукро) | Клима (Јамусукро) | Клима (Јамусукро) | Клима (Јамусукро) |
| Показатељ \ Месец       | .Јан.             | .Феб.             | .Мар.             | .Апр.             | .Мај.             | .Јун.             | .Јул.             | .Авг.             | .Сеп.             | .Окт.             | .Нов.             | .Дец.             | .Год.             |
| ----------------------- | ----------------- | ----------------- | ----------------- | ----------------- | ----------------- | ----------------- | ----------------- | ----------------- | ----------------- | ----------------- | ----------------- | ----------------- | ----------------- |
| Просек, °C (°F)         | 26 (79)           | 28 (82)           | 28 (82)           | 28 (82)           | 27 (81)           | 26 (79)           | 25 (77)           | 25 (77)           | 25 (77)           | 26 (79)           | 26 (79)           | 25 (77)           | 26,3 (79,3)       |
| Средњи минимум, °C (°F) | 18 (64)           | 20 (68)           | 21 (70)           | 22 (72)           | 21 (70)           | 20 (68)           | 20 (68)           | 20 (68)           | 20 (68)           | 20 (68)           | 19 (66)           | 18 (64)           | 18 (64)           |
| [ тражи се извор ]      |                   |                   |                   |                   |                   |                   |                   |                   |                   |                   |                   |                   |                   |

## Становништво
| Година       |
| Становништво |
| ------------ |

## Партнерски градови
- Luzarches
- Koudougou